# Hemisphaerius viduus
Hemisphaerius viduus är en insektsart som beskrevs av Stsl 1863. Hemisphaerius viduus ingår i släktet Hemisphaerius och familjen sköldstritar. Inga underarter finns listade i Catalogue of Life.